# Flying toasters
Flying Toasters (letteralmente "Tostapane volanti") è considerato uno dei primi salvaschermo (o screensaver) della storia dei computer ad avere ottenuto buona diffusione e riconoscibilità.

## Storia
È stato prodotto per sistemi Apple dalla Berkeley Systems come parte della suite After Dark, e rappresentava, in bianco e nero, dei tostapane con ali.
Nonostante fosse stato pubblicato solo nel 1989, a sei anni dalla creazione del primo salvaschermo della storia (scrnsave, di John Socha), fu uno dei primi ad essere configurabile dall'utente, e ad usare immagini in movimento invece che semplici colori.
Flying Toasters rappresentava uno sciame di tostapane cromati in stile anni quaranta, che attraversavano lo schermo planando con ali piumate, circondati da fette di pane abbrustolito. Ne venne pubblicata anche una versione pro, con la Cavalcata delle Valchirie di Richard Wagner, su cui potevano essere fatte scorrere le parole in un finto karaoke.
Venne realizzata anche una versione Flying Toasters!, che mostrava anche pasticcini e panini, piccoli tostapane e animazioni migliorate.

## Controversie
Questo salvaschermo procurò alla Berkley Systems, produttrice del software, due casi legali. Il primo, nel 1993, contro Delrina Corporation, a causa di un salvaschermo prodotto da quest'ultima in cui il pinguino Opus di una famosa serie a fumetti, Opus & Bill, sparava ai tostapane volanti. La causa si è conclusa con la scelta di Delrina di cambiare le ali dei tostapane in motori.
Il secondo caso invece fu contro Berkley Systems, che fu querelata da parte del gruppo rock dei Jefferson Airplane: sulla copertina dell'album Thirty Seconds Over Winterland del 1973 il gruppo aveva mostrato un disegno di alcuni tostapane in volo. Il giudice diede ragione alla Berkley, dato che il disegno non era stato depositato come marchio prima del rilascio del salvaschermo.
Oggi una versione 3D del salvaschermo è disponibile su XScreenSaver.